# ورزشگاه شهر تویاما
ورزشگاه شهر تویاما (انگلیسی: Toyama City Gymnasium؛ ژاپنی: 富山市総合体育館)، سالن ورزشی سرپوشیده‌ای واقع در تویاما ژاپن است. این ورزشگاه ۴٬۶۵۰ نفر ظرفیت دارد. این ورزشگاه میزبانی برخی از بازی‌های جام جهانی والیبال ۲۰۰۳ میلادی را در کارنامه خود دارد.